# Laundi
Laundi é uma cidade e uma nagar panchayat no distrito de Chhatarpur, no estado indiano de Madhya Pradesh.

## Demografia
Segundo o censo de 2001, Laundi tinha uma população de 20 186 habitantes. Os indivíduos do sexo masculino constituem 54% da população e os do sexo feminino 46%. Laundi tem uma taxa de literacia de 61%, superior à média nacional de 59,5%: a literacia no sexo masculino é de 69% e no sexo feminino é de 52%. Em Laundi, 16% da população está abaixo dos 6 anos de idade.